# Simonus lineatus
Genre
Synonymes
- Ctenophthalmus Simon, 1880 nec Kolenati, 1856
- Ctenomma Thorell, 1890

Espèce
Synonymes
- Ctenophthalmus lineatus Simon, 1880

Simonus lineatus, unique représentant du genre Simonus, est une espèce d'araignées aranéomorphes de la famille des Miturgidae.

## Distribution
Cette espèce est endémique d'Australie-Occidentale.

## Publications originales
- Simon, 1880 : Matériaux pour servir à une faune arachnologique de la Nouvelle-Calédonie. Annales de la Société Entomologique de Belgique, vol. 23, p. 164-175.
- Ritsema, 1881 : Naamsverandering van het Arachnidengenus Ctenophthalmus Simon. Tijdschrift voor Entomologie, vol. 24, p. CXI.